# Rügenwalder Spezialitäten Plüntsch

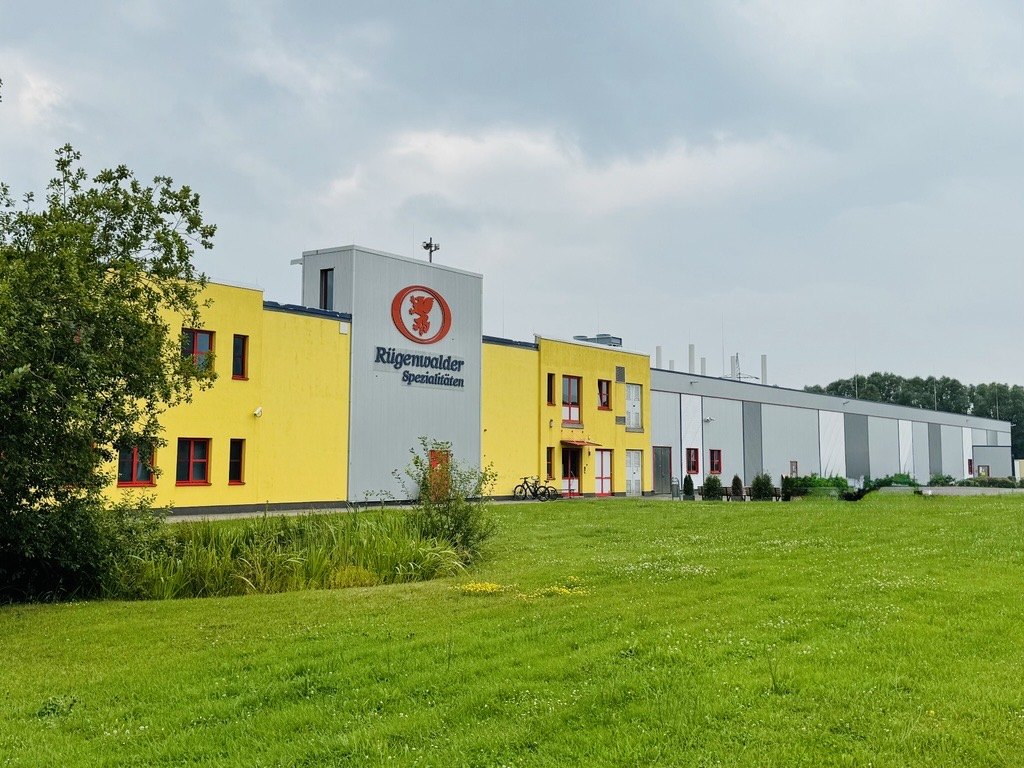
Standort Bad Arolsen

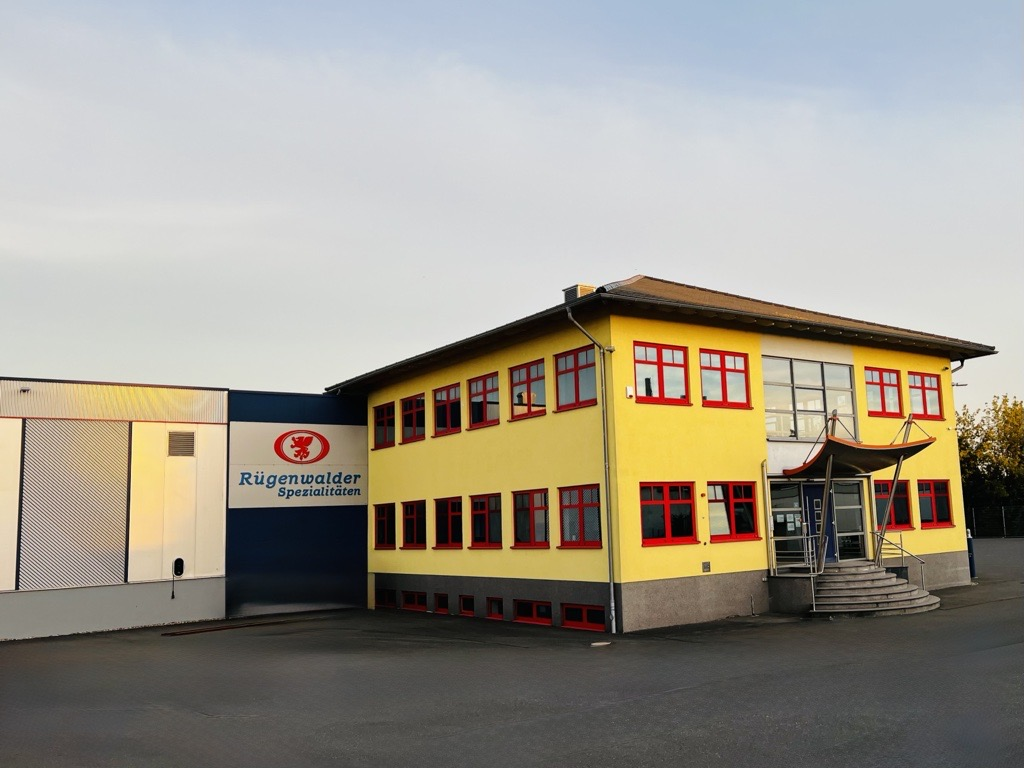
Standort Staßfurt

Die Rügenwalder Spezialitäten Plüntsch ist ein deutscher Lebensmittelhersteller, der aus den beiden rechtlich selbstständigen Unternehmen Rügenwalder Spezialitäten Plüntsch GmbH & Co. KG mit Sitz in Bad Arolsen und der Rügenwalder Spezialitäten Plüntsch Staßfurt GmbH & Co. KG mit Sitz in Staßfurt besteht.

## Geschichte
Die Ursprünge des Unternehmens reichen bis ins Jahr 1833 zurück, als die Familie Plüntsch in Rügenwalde in Pommern ansässig war. Interne Archivalien belegen, dass um 1850 Pauline Plüntsch zu den frühen Produzentinnen einer streichfähigen Rohwurst gehörte. Ein Beitrag des Süddeutsche Zeitung Magazins (2025) nennt sie als eine der historischen Wegbereiterinnen der später so bezeichneten „Rügenwalder Teewurst“. Die Volksstimme (2022) bezeichnete das Unternehmen als „Erfinder der Teewurst“.
In erster Generation betrieben Pauline und ihr Ehemann Gustav Ferdinand Plüntsch das einzige Hotel in Rügenwalde – mit angeschlossenem Umspannbetrieb. Es wurde insbesondere nach dem Ausbau des Hafens im 19. Jahrhundert von Durchreisenden stark frequentiert. Die Gäste schätzten die hausgemachten Wurstwaren und ließen sich diese nach ihrer Abreise zusenden. Die Produkte wurden u. a. bis nach New York (USA) und Deutsch-Südwestafrika (heute Namibia) exportiert. Im Jahr 1903 übernahm als zweite Generation Erich Gustav Plüntsch den elterlichen Handwerksbetrieb und führte die Herstellung von Fleisch- und Wurstwaren in Rügenwalde fort. Nach einem verheerenden Brand am 23. Dezember 1906 in der Langestraße ließ er eine moderne Wurstfabrik errichten, die die Produktion auf handwerklicher Grundlage weiterführte. Nach seiner Vertreibung aus Pommern im Jahr 1945 baute Ferdinand Paul Oswald Plüntsch in dritter Generation das Unternehmen im hessischen Bad Arolsen neu auf. Sein Vater, Erich Gustav Plüntsch, schrieb die Details der Rügenwalder Wurstfabrikation auf, um den Unternehmenserfolg in der neuen Heimat für die Nachfolge zu sichern.
Als vierte Generation übernahmen 1980 Hans-Jürgen und Gabriele Plüntsch den Betrieb und führten die Wurstproduktion auf Grundlage der Dokumentation von Erich Gustav Plüntsch weiter. Seit 1993 produziert Rügenwalder Spezialitäten Plüntsch auch in Staßfurt. Heute unterstützen Julia und Elmar Plüntsch die Geschäftsleitung der Rügenwalder Spezialitäten Plüntsch GmbH & Co. KG in der fünften Generation.

## Anteilseigner
- Rügenwalder Spezialitäten Plüntsch GmbH & Co. KG
  - Gabriele Plüntsch: 50 %
  - Elmar Plüntsch: 50 %

- Rügenwalder Spezialitäten Plüntsch Staßfurt GmbH & Co. KG
  - Gabriele Plüntsch: 50 %
  - Elmar Plüntsch: 50 %

Stand: Mai 2025

## Produkte
Das Produktsortiment von Rügenwalder Spezialitäten Plüntsch umfasst insbesondere Rügenwalder Teewurst sowie weitere Wurstspezialitäten. Die Herstellung basiert auf Rezepturen aus der bis 1945 deutschen Stadt Rügenwalde. Die Produkte werden überwiegend im deutschen Lebensmitteleinzelhandel vertrieben. In der Lebensmittel Zeitung (LZ) wurde das Unternehmen mehrfach im Zusammenhang mit dem Rückgang fleischhaltiger Streichwurstprodukte und der strategischen Neupositionierung mittelständischer Anbieter thematisiert. Dabei wurde die Firma als Spezialbetrieb mit dem Schwerpunkt auf klassischer Rohwurstproduktion beschrieben. Im März 2024 berichtete die Volksstimme über aktuelle Unternehmensinvestitionen in das Produktionswerk in Staßfurt. Dabei wurde die Erweiterung der Produktionskapazitäten für fleischhaltige Wurstwaren hervorgehoben, womit Rügenwalder Spezialitäten Plüntsch einen Gegenakzent zu wachsender pflanzenbasierter Konkurrenz im Marktumfeld setze. „Zudem baut Rügenwalder Spezialitäten sein Sortiment an Bio-Produkten kontinuierlich aus, um den wachsenden Verbraucheranspruch nach nachhaltig hergestellten Lebensmitteln zu erfüllen.“

## Marktstellung
Laut Marktdaten des Instituts Circana (2024) ist das Unternehmen Rügenwalder Spezialitäten Plüntsch einer der umsatz- und absatzstärksten Teewursthersteller in Deutschland. Es ist zudem der Hersteller mit dem stärksten absoluten Mengenwachstum im Segment Teewurst in einem rückläufigen Gesamtmarkt. Das Unternehmen bedient die „großen deutschen Handelsgruppen“ und expandiert in „vielen europäischen Ländern wie Spanien, Polen, England und Österreich“. Verbraucherumfragen zur Markenbekanntheit im Segment „Rügenwalder Teewurst“ zeigen eine gestiegene Bekanntheit der Marke Rügenwalder Spezialitäten Plüntsch. Demnach gaben 65,4 % der Befragten an, die Marke zu kennen – ein Anstieg um 4,3 % seit 2017. Damit zählt Rügenwalder Spezialitäten Plüntsch zu den bekanntesten Teewurst-Marken.

## Rechtliche Einordnung
Die Bezeichnung „Rügenwalder Teewurst“ ist seit dem Urteil Rügenwalder Teewurst II (BGH I ZR 197/92, 1995) als personengebundene Herkunftsbezeichnung geschützt. Die Marke selbst gehört dem „Verband Rügenwalder Fleischfabrikanten e. V.“ mit Sitz in Bad Zwischenahn. Neben Rügenwalder Spezialitäten Plüntsch darf diese Herkunftsbezeichnung nur von zwei weiteren Unternehmen verwendet werden. Hierbei handelt es sich um die Rügenwalder Mühle Carl Müller GmbH & Co. KG und die Wilhelm Brandenburg GmbH & Co. OHG.

## Mitgliedschaften
Rügenwalder Spezialitäten Plüntsch ist Mitglied der „Schutzgemeinschaft Deutsche Teewurst e. V.“ (SGDT) mit Sitz in Bonn, deren Ziele die Qualitätssicherung und Traditionspflege in der Teewurstherstellung sind. Julia Plüntsch ist Mitglied im Vorstand der SGDT. Darüber hinaus ist Elmar Plüntsch Vorsitzender des „Verbands Rügenwalder Fleischfabrikanten e. V.“, welcher die Nutzung der Marke „Rügenwalder Teewurst“ schützt.